# Wathlingen
Wathlingen est une commune de l'arrondissement de Celle (Land de Basse-Saxe).

## Géographie

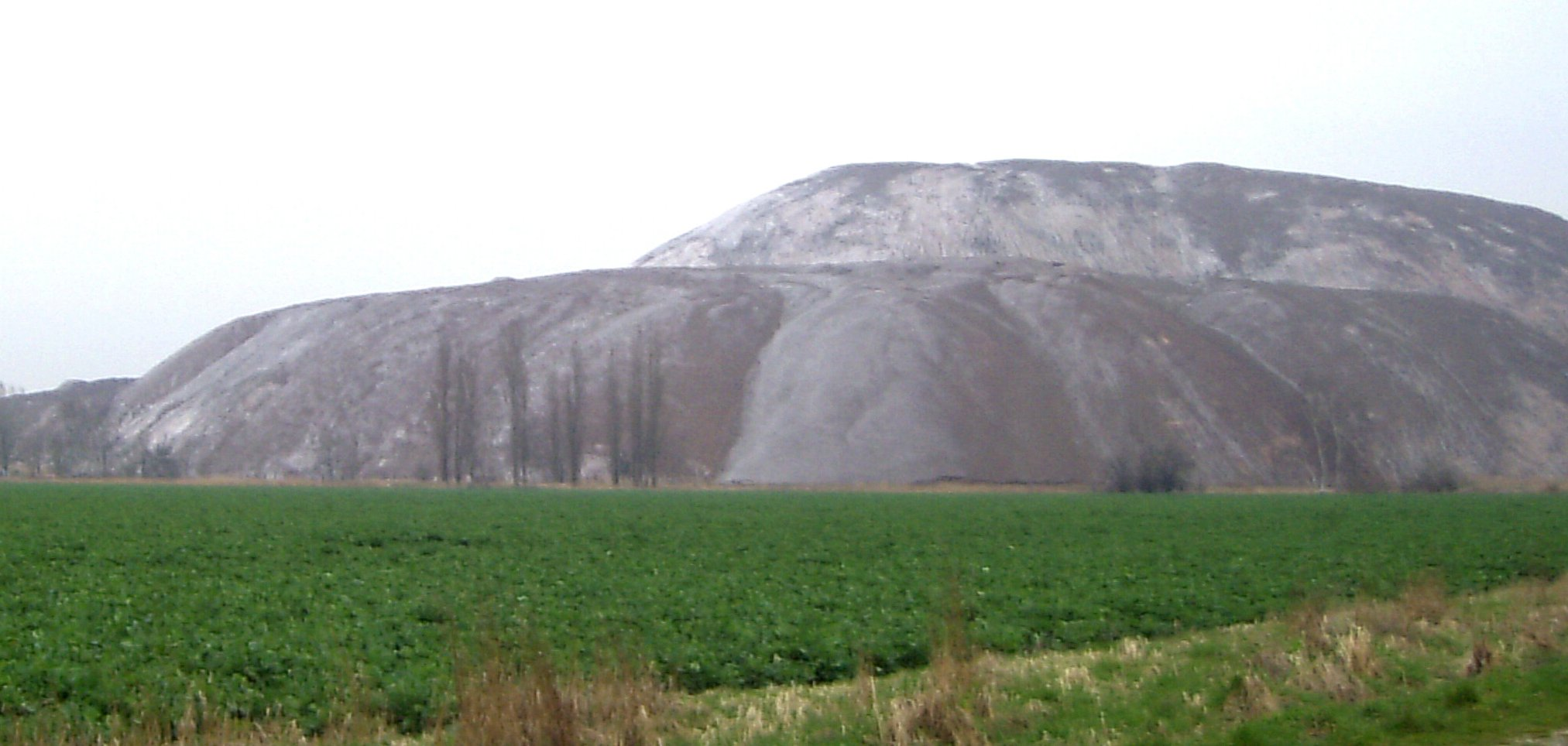
Terril de la mine de la potasse

Le sous-sol de Wathlingen comprend une couche de potasse à 110 m de profondeur.
La commune est séparée d'Eicklingen par le Fuhse. Elle se situe à 15 km de Celle et 30 de Hanovre.

## Histoire
La première mention écrite de Wathlingen date du 1er novembre 1022 lorsque l'évêque Bernward remet à l'église Saint-Michel de Hildesheim « Waditlogon » et d'autres biens.
Le village rural connaît un important changement en 1900 avec l'exploitation de la potasse. La population augmentre très fortement avec le quartier des mineurs.
Depuis 2007, une association remet en état les voies ferrées de l'ancienne mine pour créer un itinéraire panoramique entre Burgdorf, Wathlingen et Uetze.

## Religion

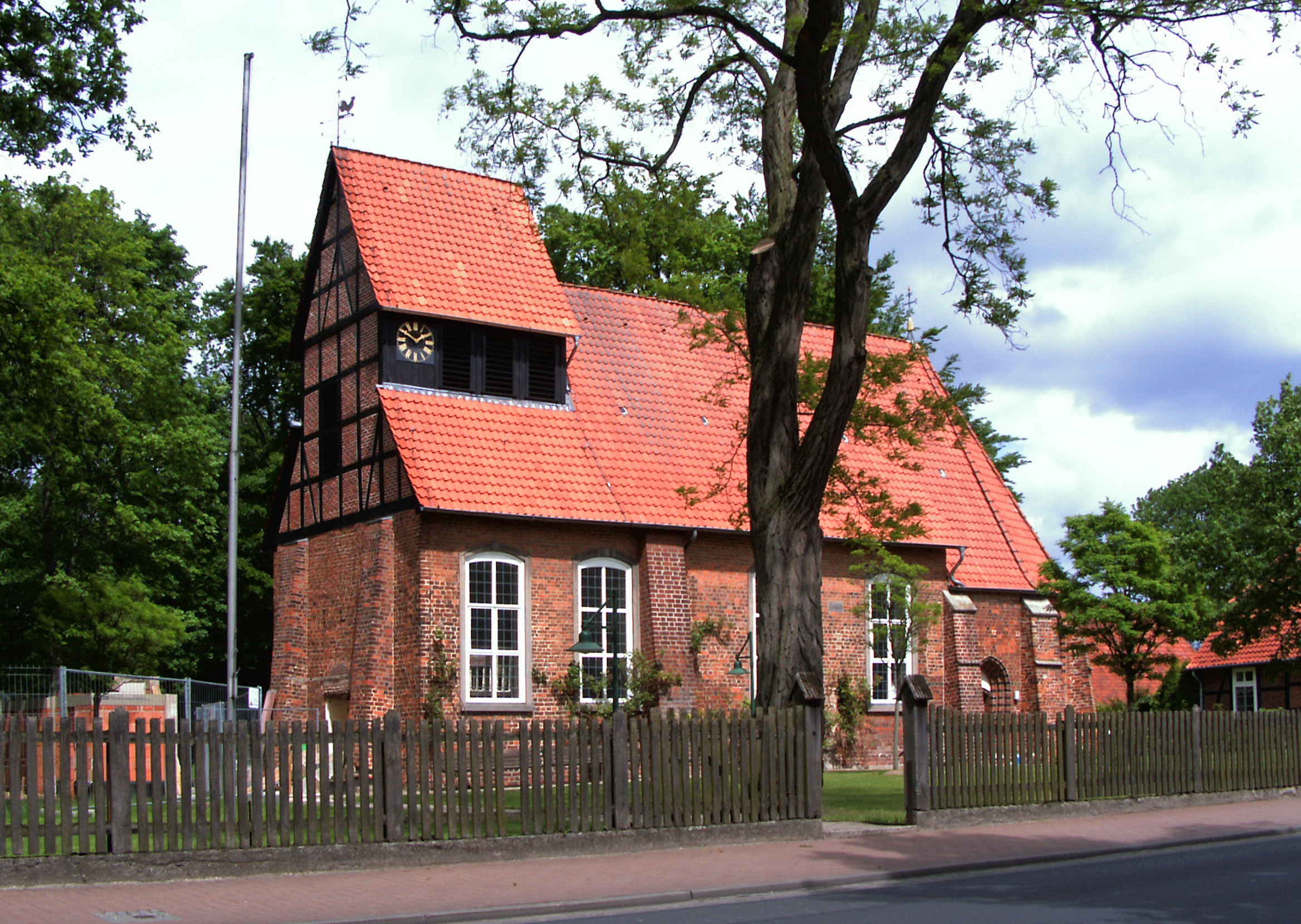
Église Sainte-Marie

Wathlingen comprend une église évangélique-luthérienne, l'église Sainte-Marie (construite vers 1322), et une église catholique depuis les années 1960, l'église Sainte-Barbe.

## Source, notes et références
- (de) Cet article est partiellement ou en totalité issu de l’article de Wikipédia en allemand intitulé « Wathlingen » (voir la liste des auteurs).